# Ahmednagar
Ahmednagar o Ahmadnagar és una ciutat de Maharashtra (Índia), capital del districte d'Ahmednagar, a la riba oest del Sina a uns 120 km d'Aurangabad (Maharashtra). El districte és el més gran de l'estat. La població de la ciutat és de 307.455 habitants (2001) amb desproporció pels mascles (63%). El 1817 tenia 17.000 habitants, el 1850 eren 26.012 i el 1881 la població era de 37.492 habitants incloent 4589 de la rodalia.

## Història
La ciutat fou fundada el 1494 per Ahmad Nizam Shah I, un oficial bahmànida, al lloc de l'antiga Bhingar; a la caiguda del sultanat bahmànida, Ahmad va establir un nou sultanat (dinastia dels nizamshàhides) i va escollir Ahmednagar (que va rebre el nom d'ell mateix) com a capital. El 1509 el va succeir el seu fill Burhan Nizam Shah, i la ciutat va prosperar fins a la derrota patida davant Ibrahim Adil Shah de Bijapur el 1546. Burhan Nizam Shah va morir el 1553, i el va succeir el seu fill Husain Nizam Shah altre cop derrotat pel sobirà de Bijapur el 1562. Husain més tard fou aliat de Bijapur, Golkonda i Bidar contra Raja Ram de Vijayanagar, al que van derrotar el 1564 i el van fer presoner sent executat a Talikot. Murtaza Shah (1565 - 1588) fou anomenat Divana (el boig) per la seva conducta extravagant, fou assassinat a Ahmednagar pel seu fill Miran Husain Nizam Shah (1588) que fou deposat i executat al cap de deu mesos i el va succeir el seu nebot Ismail Nizam Shah, que fou sultà durant dos anys fins que fou deposat pel seu propi pare que va pujar al tron d'Ahmednagar amb el nom de Burhan Nizam Shah II. Va morir el 1594 i el va succeir el seu fill Ibrahim Nizam, que al cap de 4 mesos va morir en batalla contra les forces de Bijapur (1595); un suposat parent, Ahmad Shah II, va pujar al tron, però quan es va saber que no era membre de la dinastia, fou expulsat d'Ahmednagar (1596) i proclamat Bahadur Shah, un nen fill d'Ibrahim Nizam Shah, sota influència de la seva parenta, la princesa Chand Bibi (filla de Husayn I, vídua d'Ali Adil Shah, rei de Bijapur i germana de Murtaza Nizam Shah d'Ahmednagar). Quan la ciutat fou assetjada pels mogols dirigits per Murad, fill d'Akbar el Gran, va dirigir la defensa i els va rebutjar (1596). El 1599, el príncep Danyal Mirza, fill d'Akbar amb l'exèrcit mogol, va conquerir finalment Ahmednagar. Prínceps vassalls sense poder van poder restar a la ciutat fins al 1636 quan finalment Xa Jahan va posar fi a la dinastia.
Duran més d'un segle fou part de l'Imperi Mogol. El 1759, va passar al peshwa maratha després de subornar al comandant mogol que li va entregar la ciutat; el peshwa la va cedir al cap maratha Dawlat Rao Sindhia. Fou capturada el 1803 pels britànics dirigits per Richard Wellesley després de ser bombardejada dos dies, però tot seguit fou retornada als marathes; el 1817 va retornar als britànics d'acord amb el tractat de Poona. Llavors va esdevenir seu d'un Col·lector dins la presidència de Bombai.
A la seva fortalesa (Fort Ahmadnagar), considerada la segona més inexpugnable de l'Índia (construïda el 1559 per Husain Nizam Shah, net d'Ahmad Nizam Shah I), hi fou presoner Jawaharlal Nehru i altres nacionalistes (una part és ara museu). Fou una base militar britànica i més modernament és també un centre militar de l'exèrcit indi, especialment tancs.

## Llista de sultans d'Ahmednagar (nizamxàhides)
1. Ahmad Shah I 1490-1509
2. Burhan Shah I 1509-1553
3. Husayn Shah I 1553-1565
4. Murtaza Shah 1565-1588
5. Miran Husain (Husayn Shah II) 1588-1589
6. Isma'il Shah 1589-1591
7. Burhan Shah II 1591-1595
8. Ibrahim Shah 1595-1596
9. Ahmad Shah II 1596
10. Bahadur Shah 1596-1600
11. Murtaza Shah II 1600-1610
12. Burhan Shah III 1610-1631
13. Husayn Shah III 1631-1636

## Religió i llengua
La població és de majoria hindú (76%) però hi ha fins a vuit minories religioses la principal de les quals els musulmans (12%). La llengue és el marathi i es parla també l'hindi.

## Personatges
- Anna Hazare, líder social

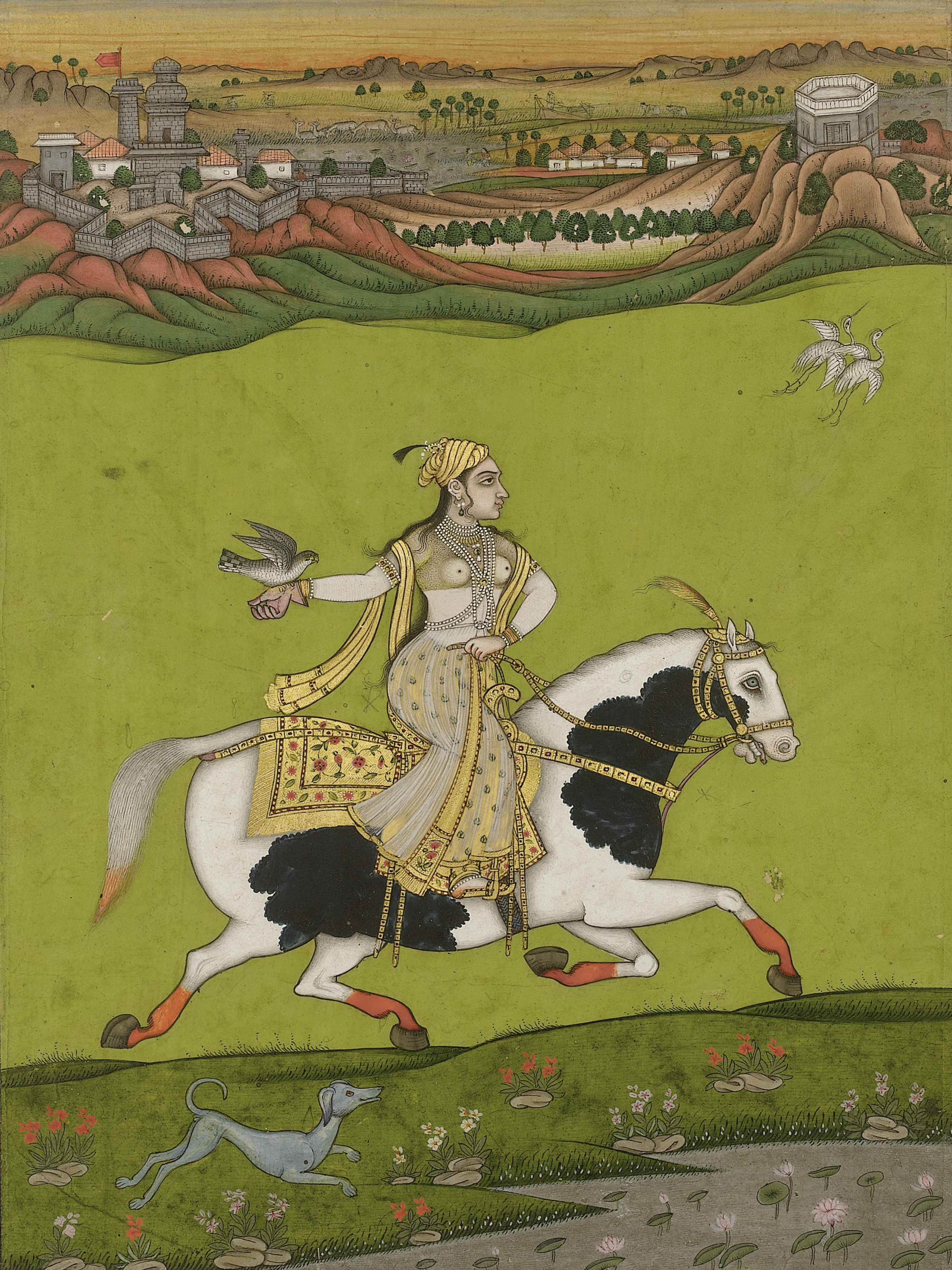
Chand Bibi, defensora de la ciutat contra els mogols

- Chand Bibi, princesa defensora de la ciutat contra els mogols
- Cynthia Ferrar, missionera
- Anna Leonowens, feminista i escriptora del segle xix
- Michael James Stuart Dewar, químic
- Ram Nagarkar, escriptor i actor
- Rachel Manija Brown, escriptora
- Shahu Modak (1918-1993), actor
- Sant Nilobaraya, santó
- Sai Baba de Shirdi (+ 1918), santó
- Meher Baba (1894-1969), religiós autoproclamat reencarnació de Vixnu
- Vitthalrao Vikhe Patil, pare del moviment cooperativista l'Índia
- B. R. Ambedkar, escriptor
- Bapusaheb Bhapkar (Prabhakar Kondaji Bhapkar àlies Hiraprabha), treballador social
- Hirabai Bhapkar, treballadora social
- Vishnu Ramkrishna Karkare, un dels assassins de Gandhi

## Llocs interessants
- Palau Chand Bibi
- Fort d'Ahmednagar
- Renuka/Durga, temple a uns 3 km a Kedgaon
- Alamagir, vila que fou el lloc d'enterrament d'Aurangzeb
- Vishal Ganpati Mandir, temple de Ganesha
- Siddhatek, temple de Ganesha.
- Shirdi, vila a 83 km, amb la casa de Sai Baba
- Meherabad, tomba del mestre espiritual Meher Baba, a 15 km
- Ralegaon Siddhi, vila modèlica de respecte a l'entorn
- Harishchandragarh, fort a un turó
- Pimpalner, a 2 km amb un temple de Shri Sant Nilobaraya,
- Pedgaon, amb un temple de Laxmi Narayan
- Trimbakji Dengale Wada a la vila Nimgaojali
- Haregaon, barri catòlic